# Filipa Azevedo

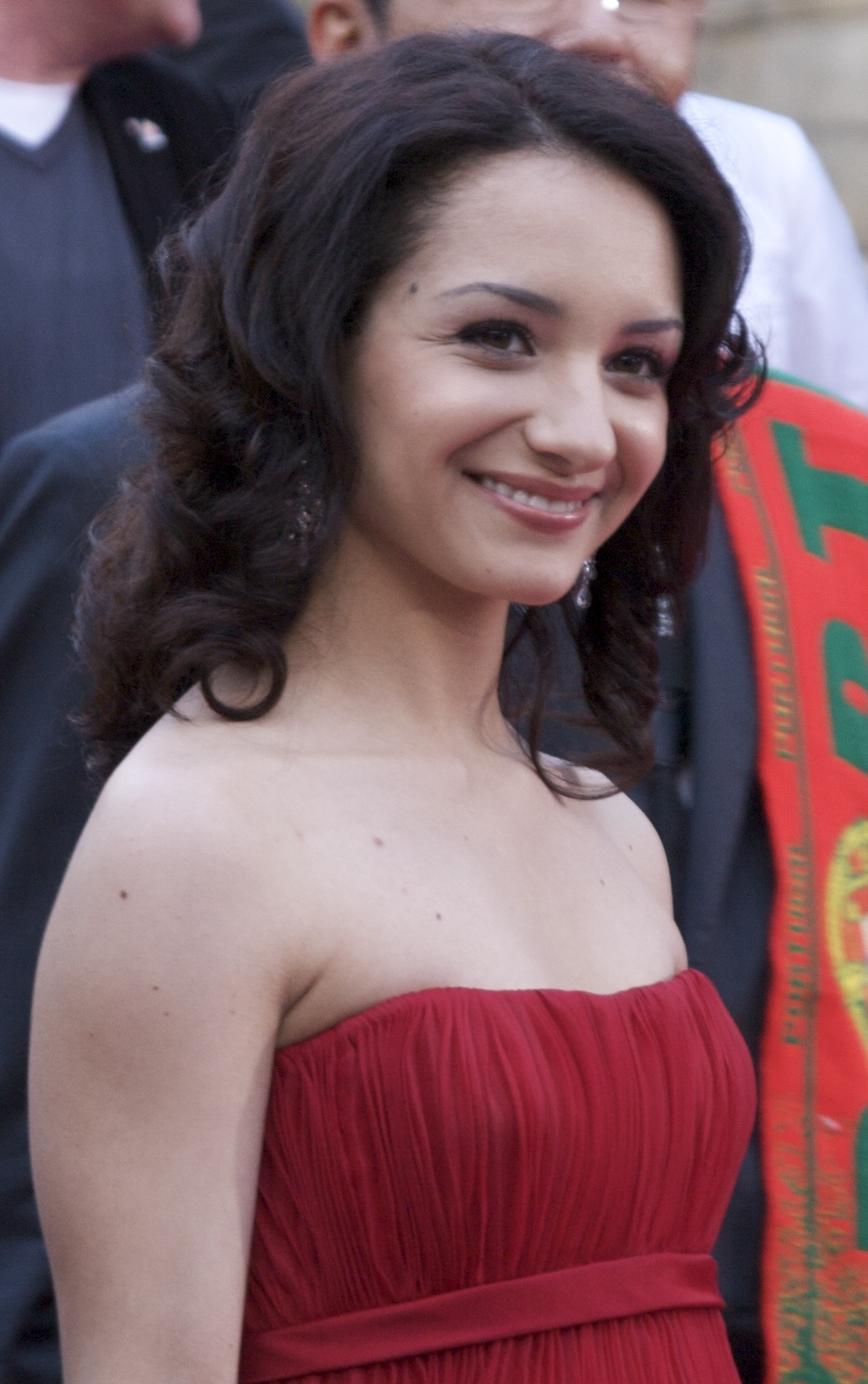
Filipa Azevedo

Filipa Azevedo (n. 31 iulie 1991, Gondomar, Portugalia) este o cântăreață portugheză.
S-a născut la Porto și acum locuiește la Londra. A plecat la școală la vârsta de șase ani și a avut performanțe medii la studii. La vârsta de doisprezece ani a descoperit că are o voce frumoasă. A devenit cunoscută în 2007 și au existat multe clipuri cu ea pe YouTube. Ea și-a reprezentat țara la Concursul Muzical Eurovision 2010 cu melodia „Há dias assim”.